# Венедигерская группа
Венедигерская группа (нем. Venedigergruppe) — горная гряда в Центральных восточных Альпах. Вместе с горами Гранатшпитце, Глоккнерской, Гольдбергской и Анкогельской группами образует главный хребет Высокого Тауэрна. Высочайшая вершина — Гросвенедигер (3657 м), по которой дано название гряде. Значительная часть Венедигерской группы относится к центральной зоне национального парка «Высокий Тауэрн».

## География

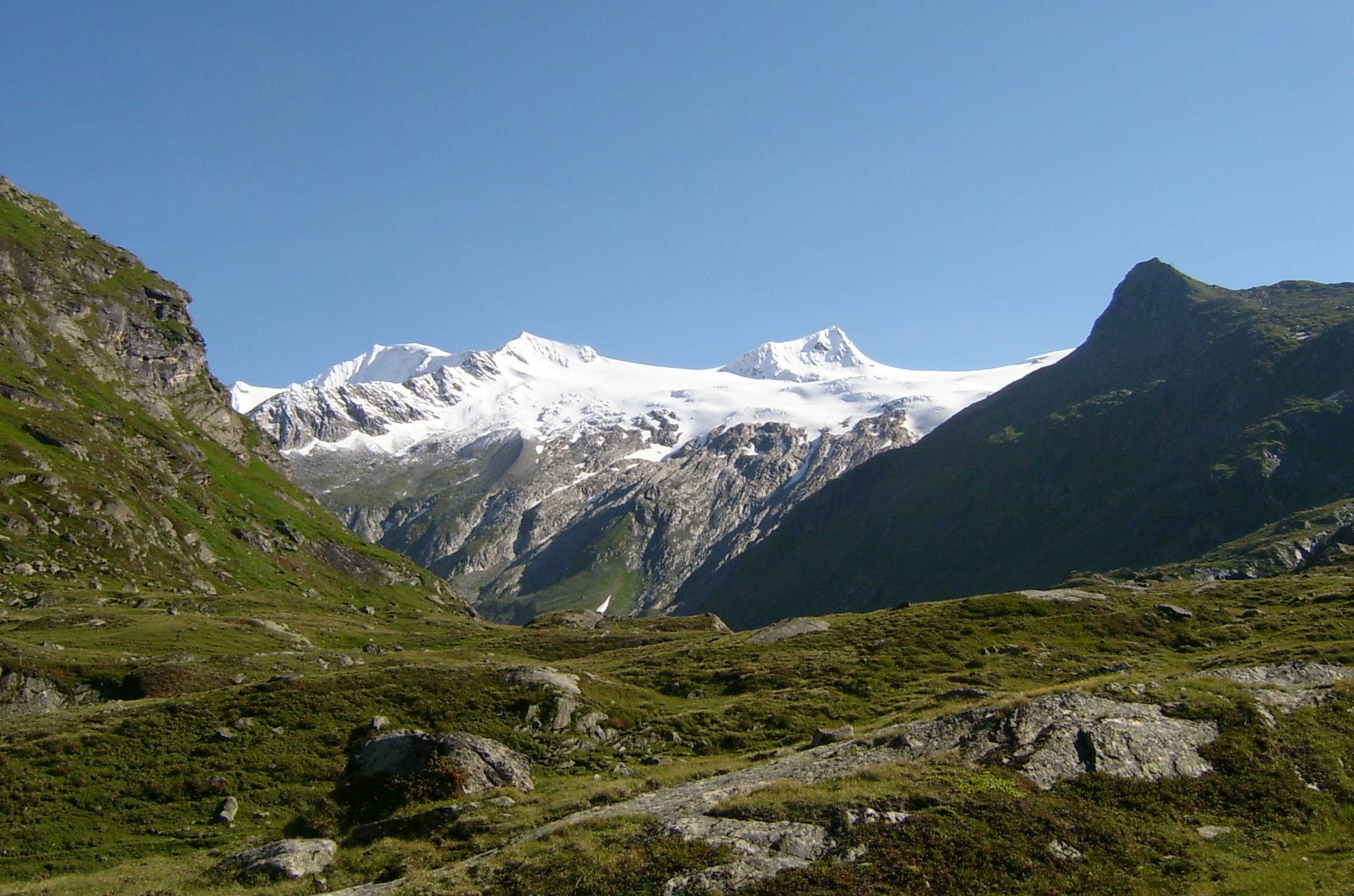
Пик Гросвенедигер (сзади слева), вид на юг от приюта Йоханниса около Прегратена

Венедигерская группа пролегает в Австрии в федеральных землях Зальцбург и Тироль, а также в Италии в автономной провинции Южный Тироль. Большая часть гряды расположена в Восточном Тироле.
Венедигерская группа охватывает западную часть главного хребта Высокого Тауэрна. Дорога через перевал Фельбер Тауэрн проходит через Альпийский водораздел между Зальцбургом и Восточным Тиролем по восточной стороне гряды. Венедигерская группа характеризуется самыми обширными ледниками в Высоком Тауэрне. Известность главной вершины группы, Гросвенедигера, несколько затмевает другие области и горы, хотя в неё входит большое количество примечательных вершин, горных троп и приютов.
Происхождение названия гряды и главной вершины неясно. Согласно легенде, когда местные пастухи впервые увидели гигантскую массу ледника Венедигер, они приняли её за сверкающую поверхность моря с городом («Венецией»). По другой версии, название может восходить к средневековым венецианским старателям, искавшим в этом районе кобальтовые и марганцевые руды.

## Соседние хребты
Венедигерская группа граничит со следующими хребтами Альп:
- Китцбюэльские Альпы (на севере)
- Группа Гранатшпитце (на востоке)
- Вилльгратенские горы (на юге)
- Ризерфернергруппе (на юго-западе)
- Циллертальские Альпы (на западе)

## Границы

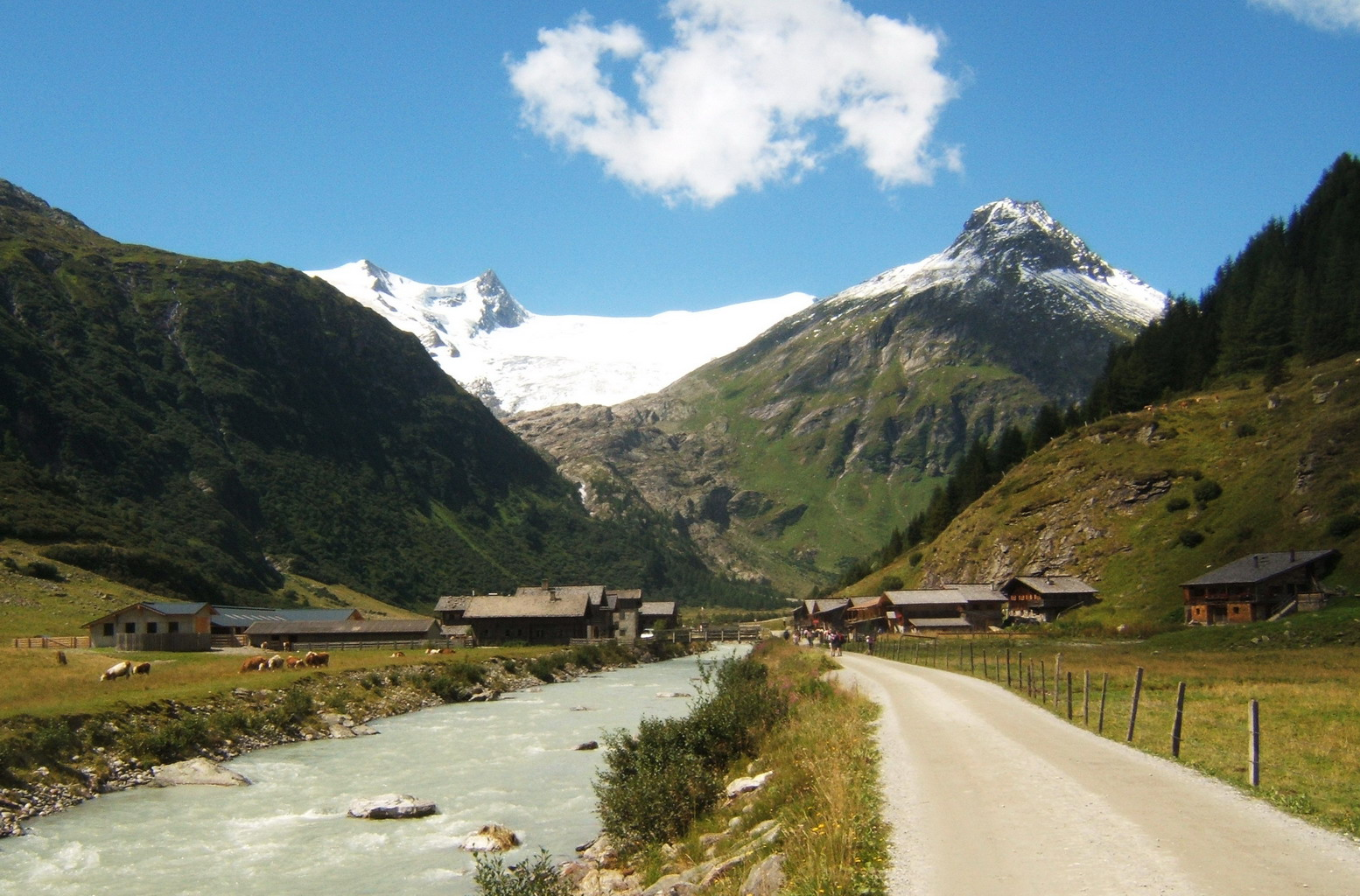
Вид на запад из Гшлёсской долины около Матрая

На севере долина Оберпинцгау реки Зальцах образует границу от Кримля вниз по течению до города Миттерзилль . На востоке граница проходит от Миттерзилля на юг вверх по течению ручья Фельбербах, через перевал Фельбер Тауэрн и продолжается вниз по течению Тауэрнбаха до Матрай-ин-Осттироль. Оттуда граница продолжается на юг вдоль реки Изель до деревни Хубен (входит в коммуну Матрай). На юге долина Деферегген определяет границу от Хубена вдоль Шварцаха вверх по течению до вершины Ягдхаус и перевала Кламльйох . От Кламльйоха граница спускается вниз по Кламльбаху и проходит через Южно-Тирольскую Рейнскую долину до Занд-ин-Тауферс. На западе граница проходит вдоль долины Тауферер-Арнталь от Занд-ин-Тауферс до перевала Бирнлюкке и вниз по перевалу Кримлер-Ахе до Кримля в долине реки Зальцах.
Бирнлюкке соединяет Венедигерскую группу с Циллертальскими Альпами. Кламльйох является местом соединения Ризерфернергруппе. Через Фельбер Тауэрн Венедигерская группа сообщается с группой Гранатшпитце.
В то время как от главной цепи Венедигерской группы регулярно ответвляются четко выраженные боковые хребты на север, к югу горы имеют тенденцию растягиваться на большую площадь, образуя собственные подгруппы: Дюррекскую, Панаргенкаммскую и Лазёрлингскую. Расположенная между сильно оледеневшим главным гребнем и Лазёрлингской группой к западу от Матрея, Фиргенская долина является единственной постоянно заселенной долиной в пределах Венедигерской группы.

## Вершины
Ниже представлен список всех именованных трёхтысячников Венедигерcской группы.
| - Гросвенедигер, 3666 м - Райнерхорн, 3559 м - Высокий Адерль, 3506 м - Шварцеванд, 3503 м - Драйхерреншпитце, 3499 м - Рётшпитце, 3496 м - Западный Симонишпитце, 3481 м - Кляйнвенедигер, 3471 м - Хоер Цаун, 3451 м - Восточный Симонишпитце, 3448 м - Умбалкёпфль, 3426 м - Дабершпитце, 3402 м - Хинтерегубахшпитце, 3387 м - Хоер Айнхам, 3371 м - Северный Мальхамшпитце, 3368 м - Гроссер Гейгер, 3360 м - Гроссер Хапп, 3352 м - Южный Мальхамшпитце, 3326 м - Фордерер Мауреркеэскопф, 3325 м - Фордере Губахшпитце, 3316 м - Гроссер Хексенкопф, 3314 м - Хинтерер Мауреркеэскопф, 3311 м - Кристальванд, 3310 м - Вайсшпитце, 3300 м - Кеэскогель, 3291 м - Шлифершпитце, 3290 м - Унтере Рётшпитце, 3289 м - Митлерер Мауреркеэскопф, 3283 м - Фордерер Зеекопф, 3282 м - Квирль, 3251 м - Нидерер Айххам, 3247 м - Штейн-ам-Фернер, 3246 м - Мульвитцадерль, 3244 м - Хое Фюрлег, 3243 м - Хинтерер Зеекопф, 3234 м - Щтейнгруберкогель, 3231 м - Альтхаусшнайде, 3225 м | - Вуншпитце, 3217 м - Зойлькопф, 3209 м - Платтигер Хабах, 3207 м - Хоер Россхуф, 3199 м - Цопетшпитце, 3198 м - Кляйнер Хексенкопф, 3194 м - Кунхаут, 3190 м - Лёффельшпитце, 3190 м - Малхамхорн, 3186 м - Штайнкаркогель, 3180 м - Ягдхаусшпитце, 3165 м - Хое Ахзель, 3161 м - Хое Кройц, 3159 м - Кройшпитце, 3155 м - Шлифертюрме, 3142 м - Зойлшпитце, 3137 м - Хинтере Зонтагкёпфе, 3136 м - Тредебершпитце, 3134 м - Хое Варте, 3128 м - Ротенманнкопф, 3127 м - Бахмайршпитце, 3120 м - Тйрлбиргкопф, 3115 м - Ленкшпитце, 3105 м - Глокхаус, 3103 м - Гроссе Яйдбахшпитце, 3100 м - Шварцесхёрндль, 3100 м - Хинтере Зайаткопф, 3098 м - Тёрльшпитце, 3092 м - Мербшпитце, 3090 м - Вунванд, 3090 м - Гамсмуттер, 3089 м - Гастахер Венде, макс. 3087 м - Арвенталшпитце, 3083 м - Ротенманншпитце, 3077 м - Унласскаркопф, 3074 м - Габельшпитце, 3071 м - Кеферфельдек, 3070 м | - Раухкопф, 3070 м - Криммлер Тёрлкопф, 3063 м - Хабахшпитце, 3062 м - Тульпшпитце, 3054 м - Арнер-Копф, 3051 м - Блессахкопф, 3050 м - Миттерэггшпитце, 3044 м - Шнернерскопф, 3033 м - Огасильшпитце, 3032 м - Фойскаркопф, 3029 м - Фордеркопф, 3024 м - Кратценберг, 3022 м - Вильденкогель, 3021 м - Зюдлихе Гёриахер Рёте, 3020 м - Лармкогель, 3017 м - Нёрдлихе Гёриахер Рёте, 3011 м - Вайглкаркопф, 3009 м - Охсенбуг, 3007 м - Эссенер Эк, 3006 м - Кеметшпитце, 3004 м - Бреттершпитце, 3001 м - Пиллевицер, 3000 м Панаргенкаммская группа: - Кеезек (Кеезегг), 3173 м - Альплесшпитце, 3149 м - Тотенкаршпитце, 3133 м - Панаргеншпитце, 3117 м - Зеешпитце, 3021 м Лазёрлингская группа: - Лазёрлинг, 3098 м - Стампфлескопф, 3071 м - Розеншпитце, 3060 м - Гроссшлоссер, 3054 м - Райхенбергершпитце, 3030 м - Финстеркаршпитце, 3029 м - Блиндис, 3000 м |  |